# جولان (عين العرب)
جولان  قرية سوريّة تتبع إداريّاً لمحافظة حلب منطقة عين العرب ناحية صرين، بلغ تعداد سكانها 665 نسمة حسب التعداد السكاني لعام 2004.